# Barrow Gurney
Barrow Gurney est une paroisse civile et un village du Somerset, en Angleterre.